# 多田えりか
多田 えりか（ただ えりか、1977年1月14日 - ）は、日本のタレント。愛知県小牧市出身。

## 人物
愛知県立小牧南高等学校、同志社大学文学部卒業。デビューのきっかけはオーディション。
趣味は70'sソウル&ファンク鑑賞、はにわ集め、健康ヲタク、物産展めぐり。特技は替え歌とオヤジギャグ、どこでも3秒で寝られること、子どもになつかれる。長所はマシンガントーク、短所はナイショ話が出来ない。好きな色は雑色。社会福祉士の資格を持つ。既婚。
現在は名古屋市に在住し、東海地方を中心に関西・関東で、DJ、リポーター、司会、ナレーション等で活動中。

## 活動概要

### テレビ番組
- ええじゃないか。（三重テレビ、tvk、チバテレビ、テレ玉、KBS京都、サンテレビ、奈良テレビ）
- J-BOX（中部日本放送）

### ラジオ番組
- radio flapper（月－木）（三重エフエム放送）
- 痛快！あるあるラジオ（三重エフエム放送他）
- あつとえりかとみんなのラジオ（三重エフエム放送）
- マイストーリー（三重エフエム放送）
- ひる♡らぶ（月）（エフエムとよた）

### CM
- パチンコ タイキ
- イワクラゴールデンホーム